# Birley Spa
Pour les articles homonymes, voir Birley.
Birley Spa est un établissement de bains publics situé dans le quartier de Hackenthorpe (en) à Sheffield, en Angleterre.

## Situation
Le bâtiment est séparé de Birley Spa Lane par un ravin.

## Historique
La légende dit que des bains romains ont existé à cet endroit.
Birley Spa est construit en 1843 durant l'époque victorienne pour Charles Herbert Pierrepont, 2e comte Manvers (en) et lord of the Manor de Beighton (en). Il s'agit à l'origine d'un spa surmonté d'un hôtel. Le bâtiment sert ensuite de résidence privée pendant plusieurs années.
En 1973, Birley Spa devient un monument classé de Grade II. L'établissement est restauré en 2000–2001 et ouvre pour des visites des bains et du sous-sol.
Les bains de Birley Spa sont aujourd'hui utilisés par le Sunset Club, une association qui vise à améliorer les loisirs des enfants et adolescents ayant des difficultés d'apprentissage.